# Seokchon-dong
Seokchon-dong (koreanska: 석촌동) är en stadsdel i Sydkoreas  huvudstad Seoul. Den ligger i den sydöstra delen av staden i stadsdistriktet Songpa-gu.